# Markus Fagerudd
Markus Simon Fagerudd, född 1 juni 1961 i Jakobstad, Finland, är en finländsk kompositör. 
Fagerudd studerade komposition vid Sibelius-Akademin för bland andra Olli Kortekangas och Kalevi Aho. Under sin studietid arbetade han som musiker och tonsättare på KOM-teatern i Helsingfors. Han fortsatte sina studier vid musikhögskolan i Karlsruhe för Wolfgang Rihm 1993–1994. Fagerudd är en mångsidig och säregen tonsättare; hans produktion innefattar verk för såväl soloinstrument som kammar- och symfoniorkester samt körverk. Fagerudd är hustonsättare för Villmanstrands och Vasas stadsorkestrar.